# Lavendelfacelia
Lavendelfacelia (Phacelia ciliata) är en strävbladig växtart som beskrevs av George Bentham. Lavendelfacelia ingår i faceliasläktet som ingår i familjen strävbladiga växter. Arten förekommer tillfälligt i Sverige, men reproducerar sig inte. Utöver nominatformen finns också underarten P. c. opaca.